# Jana Šteflíčková
Jana Šteflíčková (* 6. května 1980, Praha) je česká písničkářka, kytaristka a herečka. Vystudovala DAMU, hrála v Západočeském divadle v Chebu je členkou souboru Studia Y.

## Život
Začínala s hudbou v deseti letech na festivalu Porta, v roce 1990 s americkou písní Miss the Mississippi. Poté hostovala a zpívala v různých kapelách rozličných žánrů. Během angažmá v Západočeském divadle v Chebu (2000) začíná vystupovat s autorskými písněmi. Nejprve s kapelou (album Jablečno), postupně se osamostatňuje a začíná vystupovat sama s kytarou.
V roce 2012 vydává první album ve vlastní produkci (Jana Šteflíčková 2012), v roce 2015 pak album Letná (vydavatelství Galén).
Její hudební tvorba se pohybuje mezi různými žánry a spolupracuje s různými uskupeními (Šumperk Blues Alive, Trutnov Open Air, Kytara napříč žánry, John Mayall, Seasick Steve, SEA + AIR, Jenniffer Batten). Její těžiště ale spočívá na poli kontaktních komorních koncertů.
Intenzivně spolupracuje s fotografem Janem Horáčkem (časosběrný dokument Zahrada, který vzniká průběžně, a také připravovaný dokument o slovinském malíři Borutovi).
Žije v Praze, ale hodně času tráví na cestách.

## Diskografie
- Jana Šteflíčková a Kůň, demo, 2005
- Jablečno, 2007, Indies MG
- Jana Šteflíčková, 2012
- Letná, 2015